# 加勒比海灣
加勒比海灣（韓語：캐리비안 베이），位於韓國京畿道龍仁市，總面積為242,321,000平方碼（78.2平方英里；202.6平方）。
加勒比海灣是愛寶樂園的一部分，但入場費獨立。加勒比海灣仿造加勒比海的熱帶環境。

## 外部鏈接
- 愛寶樂園官方網站 （页面存档备份，存于）
- 愛寶樂園官方的Facebook專頁
- 愛寶樂園官方的Instagram帳戶
- YouTube上的愛寶樂園官方頻道
- 愛寶樂園網誌官方網站 （页面存档备份，存于）

1. ↑  Everland/Caribbean Bay's Official Website （页面存档备份，存于） Everland.com. Retrieved on June 25, 2014.